# Comunidade
A comunidade (do termo  communitate) é um grupo de indivíduos que compartilham algo. O termo costuma ser empregado tanto na ecologia como na sociologia.

## Ecologia

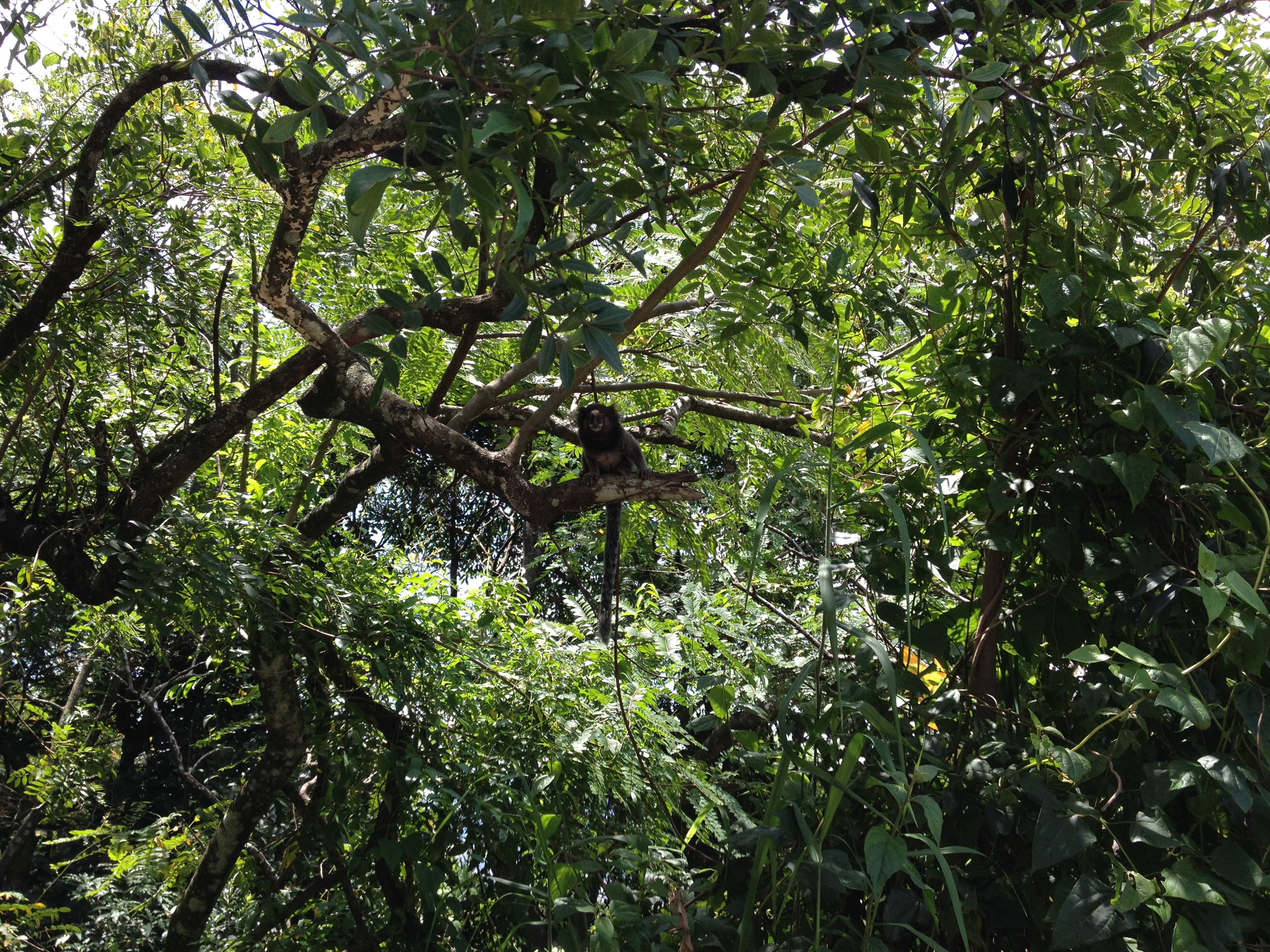
Comunidade ecológica.

Do ponto de vista da ecologia, comunidade - também chamada biocenose - é a totalidade dos organismos vivos que fazem parte do mesmo ecossistema e interagem entre si. Corresponde não apenas à reunião de indivíduos (população) ou sua organização social (sociedade) e sim ao nível mais elevado de complexidade de um ecossistema. Uma comunidade pode ter seus limites definidos de acordo com características que signifiquem algo para nós, investigadores humanos. Mas ela também pode ser definida a partir da perspectiva de um determinado organismo da comunidade. Por exemplo, as comunidades possuem estrutura trófica, fluxo de energia, diversidade de espécies, processos de sucessão, entre outros componentes e propriedades.

## Sociologia
Uma comunidade é um conjunto de pessoas que se organizam sob o mesmo conjunto de normas, geralmente vivem no mesmo local, sob o mesmo governo ou compartilham do mesmo legado cultural e histórico. Os estudantes que  vivem no mesmo dormitório formam uma comunidade, assim como as pessoas que vivem no mesmo bairro, aldeia ou cidade. Fichter, 1967 em suas Definições para uso didático ressalta que é uma palavra que é rodeada de significados múltiplos e requer uma cuidadosa definição técnica, ao que propõe: comunidade é um grupo territorial de indivíduos com relações recíprocas, que se servem de meios comuns para lograr fins comuns.

### Religião

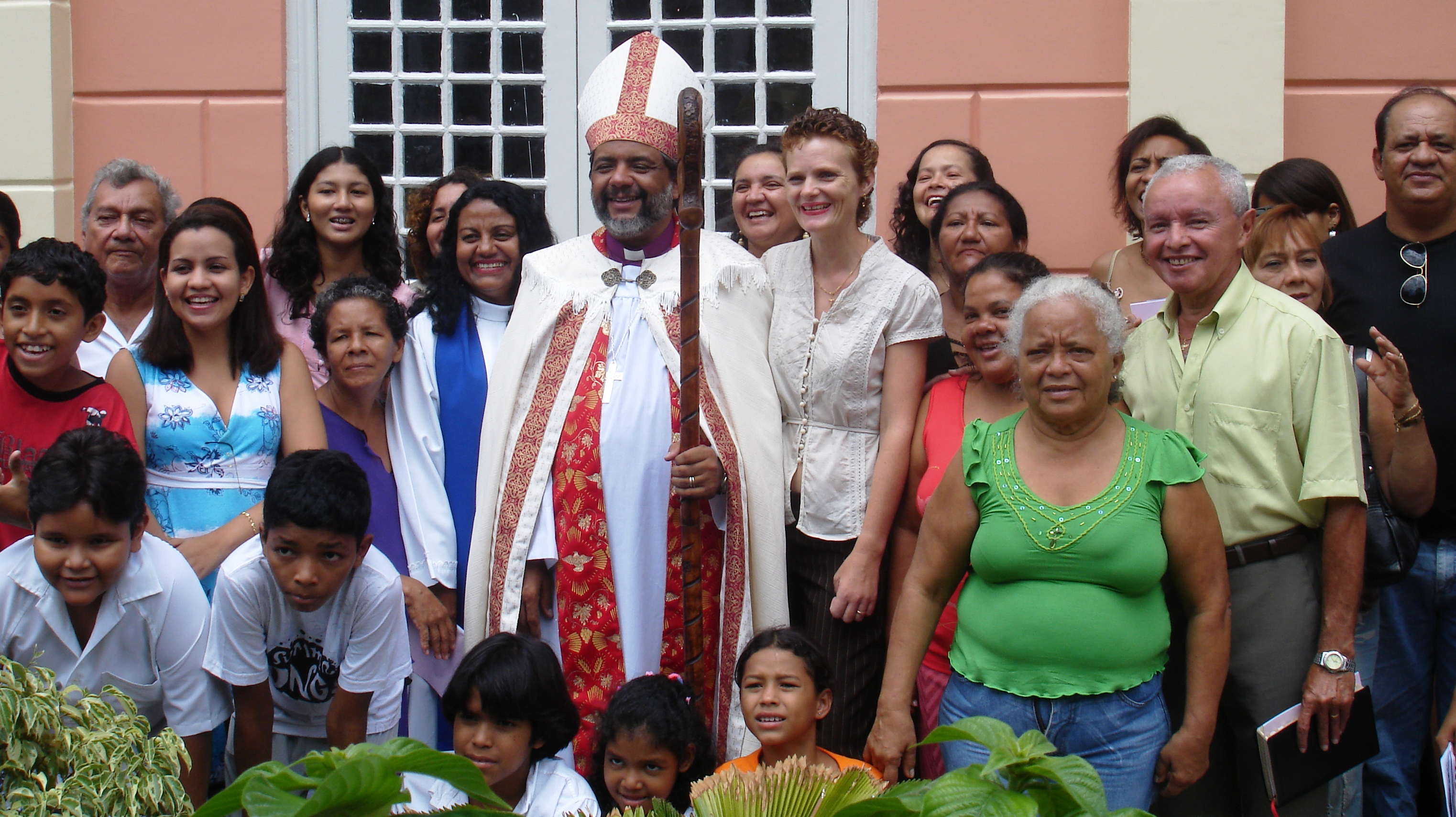
Exemplo de uma comunidade religiosa.

Corresponde ao compagnon francês (literalmente, designa "aquele com quem se reparte o pão")
como membro de uma comunidade religiosa. Sempre na França, e na Idade Média, o termo também estava ligado a um grupo de membros de uma dada profissão, como os pedreiros na construção das catedrais. Aqui, é o sentido sociológico que predomina, mesmo se implica o sentido de maçonaria.

### Política
Politicamente, a comunidade é um grupo de países que se associam para atingir determinados objetivos comuns. A União Europeia começou por chamar-se Comunidade Econômica Europeia. Os países da África Austral organizaram-se numa Comunidade para o Desenvolvimento da África Austral ou SADC (do inglês Southern Africa Development Community).

### Mundo virtual
A Wikipédia é um exemplo de comunidade virtual, que se forma em torno de um site de colaboração e possui funcionalidades como fóruns e compartilhamento de conteúdo.